# Clypeaster japonicus
Espèce
Clypeaster japonicus est une espèce d'oursins irréguliers de la famille des Clypeasteridae.

## Description
C'est un oursin irrégulier aplati et allongé, dont l'anus a migré vers la périphérie de la face orale (inférieure) du test (coquille), pour former un « arrière ». Il est recouvert d'un dense tapis de fines radioles (piquants) de couleur rose-violacé, qui lui servent à progresser dans le sable. Les aires ambulacraires sont en forme de cinq gros pétales de deux rangées de pores, comme chez tous les Clypeasteroida. Les podia sont modifiés en branchies.

## Habitat et répartition
On trouve cet oursin à faible profondeur sur les fonds sableux de l'océan Pacifique, notamment au Japon.

## Écologie et répartition
Cet oursin est fouisseur, il filtre le sable pour se nourrir de matières organiques.
Il peut être parasité par le copépode Pseudanthessius spinosus.